# Linnaemya altaica
Linnaemya altaica är en tvåvingeart som beskrevs av Rikhter 1979. Linnaemya altaica ingår i släktet Linnaemya och familjen parasitflugor. Inga underarter finns listade i Catalogue of Life.